# Chrysocephalum
Chrysocephalum es un género de plantas fanerógamas perteneciente a la familia  Asteraceae. Comprende 26 especies descritas y de estas, solo 8 aceptadas.

## Taxonomía
El género fue descrito por Wilhelm Gerhard Walpers y publicado en Linnaea 14: 503. 1841. La especie tipo es Chrysocephalum helichrysoides Walp. = Chrysocephalum apiculatum (Labill.) Steetz

## Especies
A continuación se brinda un listado de las especies del género Chrysocephalum aceptadas hasta julio de 2012, ordenadas alfabéticamente. Para cada una se indica el nombre binomial seguido del autor, abreviado según las convenciones y usos.
- Chrysocephalum adpesssum (Fitzg.) Anderb.
- Chrysocephalum apiculatum (Labill.) Steetz
- Chrysocephalum baxteri (A.Cunn. ex DC.) Anderb.
- Chrysocephalum eremaeum (Haegi) Anderb.
- Chrysocephalum pterochaetum F.Muell.
- Chrysocephalum puteale (S.Moore) Paul G.Wilson
- Chrysocephalum semipapposum (Labill.) Steetz
- Chrysocephalum sericeum Paul G.Wilson

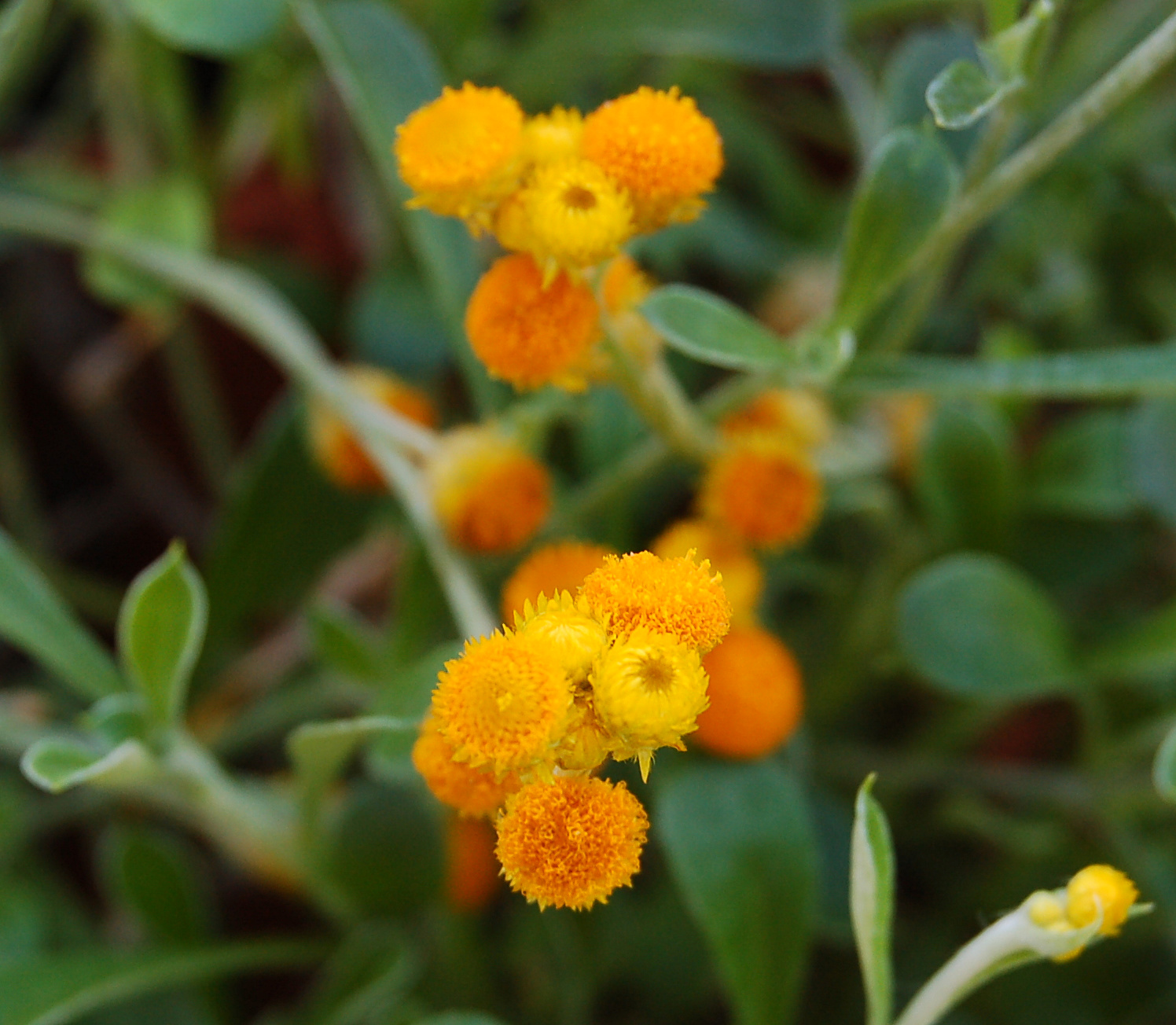
Chrysocephalum apiculatum
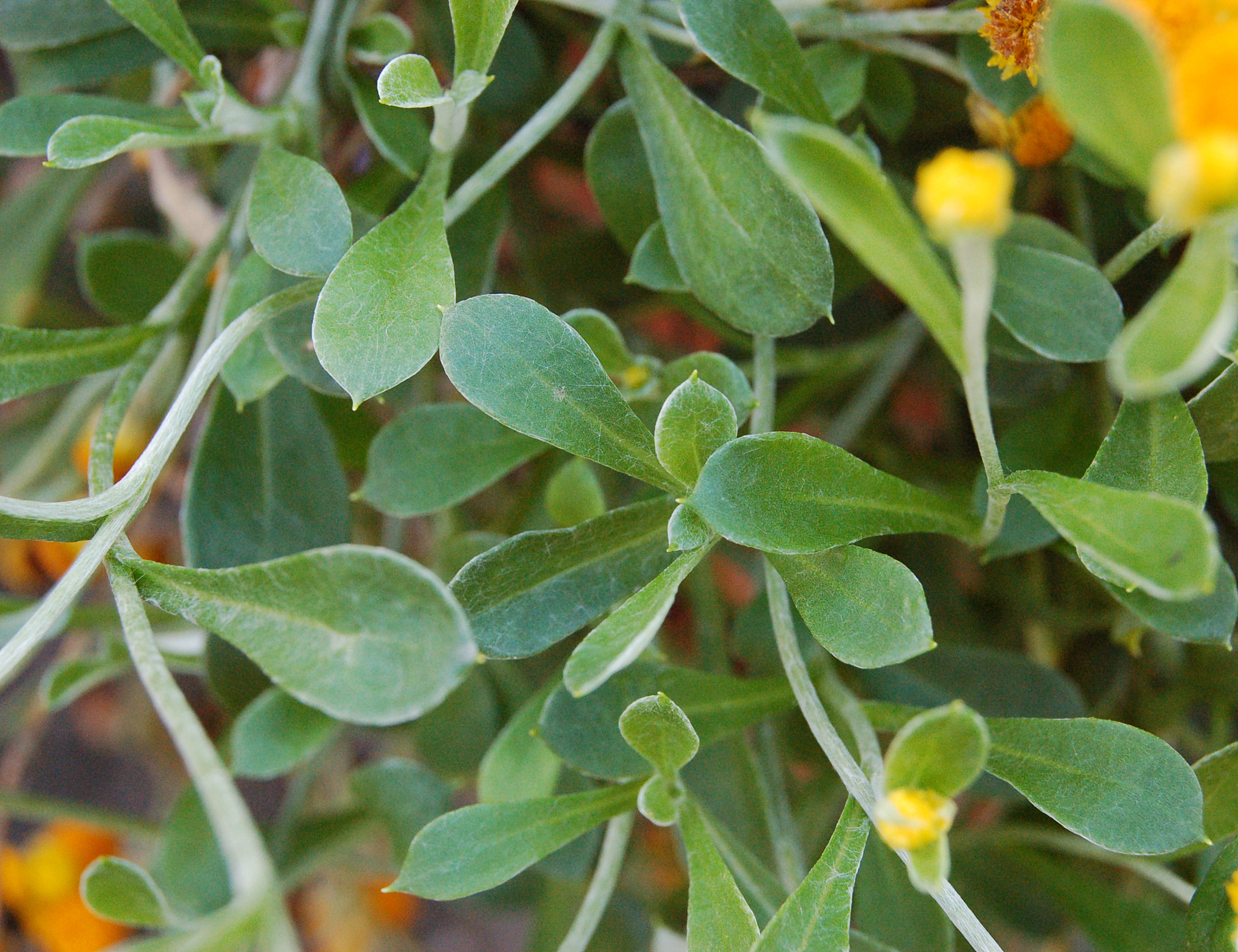
Chrysocephalum apiculatum